# Deathwish Inc.
Deathwish Inc. es una discográfica independiente especializada en hardcore punk y metal extremo de Estados Unidos localizada en Salem, Massachusetts.

## Historia
El sello discográfico fue fundado por Jacob Bannon y Tre McCarthy en 1999.

## Lista de bandas de Deathwish Inc.

### Actuales
| - AC4 - Birds in Row - Bitter End - Blacklisted - Bossk - Burn - Cold Cave - Cold World - Converge - Cult Leader - Doomriders - Heiress - Hesitation Wounds - The Hope Conspiracy - Gouge Away - Integrity - Lewd Acts | - Living Eyes - Loma Prieta - Oathbreaker - Narrows - New Lows - Planes Mistaken for Stars - Punch - Rise and Fall - Rot In Hell - Self Defense Family - Starkweather - Touché Amoré - Victims - Whips/Chains - Young and in the Way |

### Anteriores
| - 100 Demons - 108 - Acid Tiger - A Life Once Lost - The Blinding Light - Boysetsfire - Breather Resist - Carpathian - The Carrier - Ceremony - Code Orange Kids - Coliseum - Cursed - Damage - Deafheaven - The Dedication - Embrace Today - Extreme Noise Terror - First Blood - Give Up the Ghost - The Great Deceiver - Harm's Way - Hellchild - Holyghost - Horror Show | - I Hate You - Irons - Jacob Bannon - Jesuseater - Life Long Tragedy - Killing The Dream - Knives Out - Modern Life Is War - The Power and The Glory - The Promise - Pulling Teeth - Razor Crusade - Reach the Sky - Reign Supreme - Ringworm - Shipwreck A.D. - So Be It - Some Girls - The Suicide File - Terror - Trap Them - United Nations |